# Taeniacanthus mcgroutheri
Taeniacanthus mcgroutheri is een eenoogkreeftjessoort uit de familie van de Taeniacanthidae. De wetenschappelijke naam van de soort is voor het eerst geldig gepubliceerd in 2011 door Tang, Uyeno & Nagasawa.